# Trichterbecherkultur

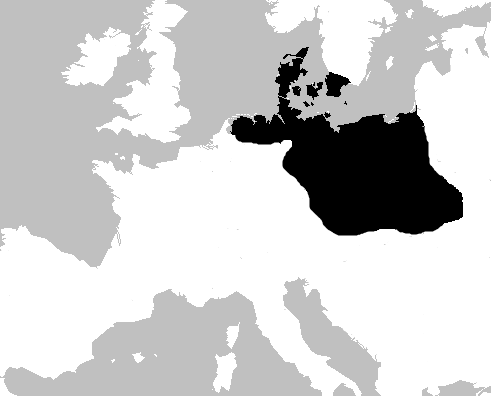
Späte Ausdehnung der Trichterbecherkultur.

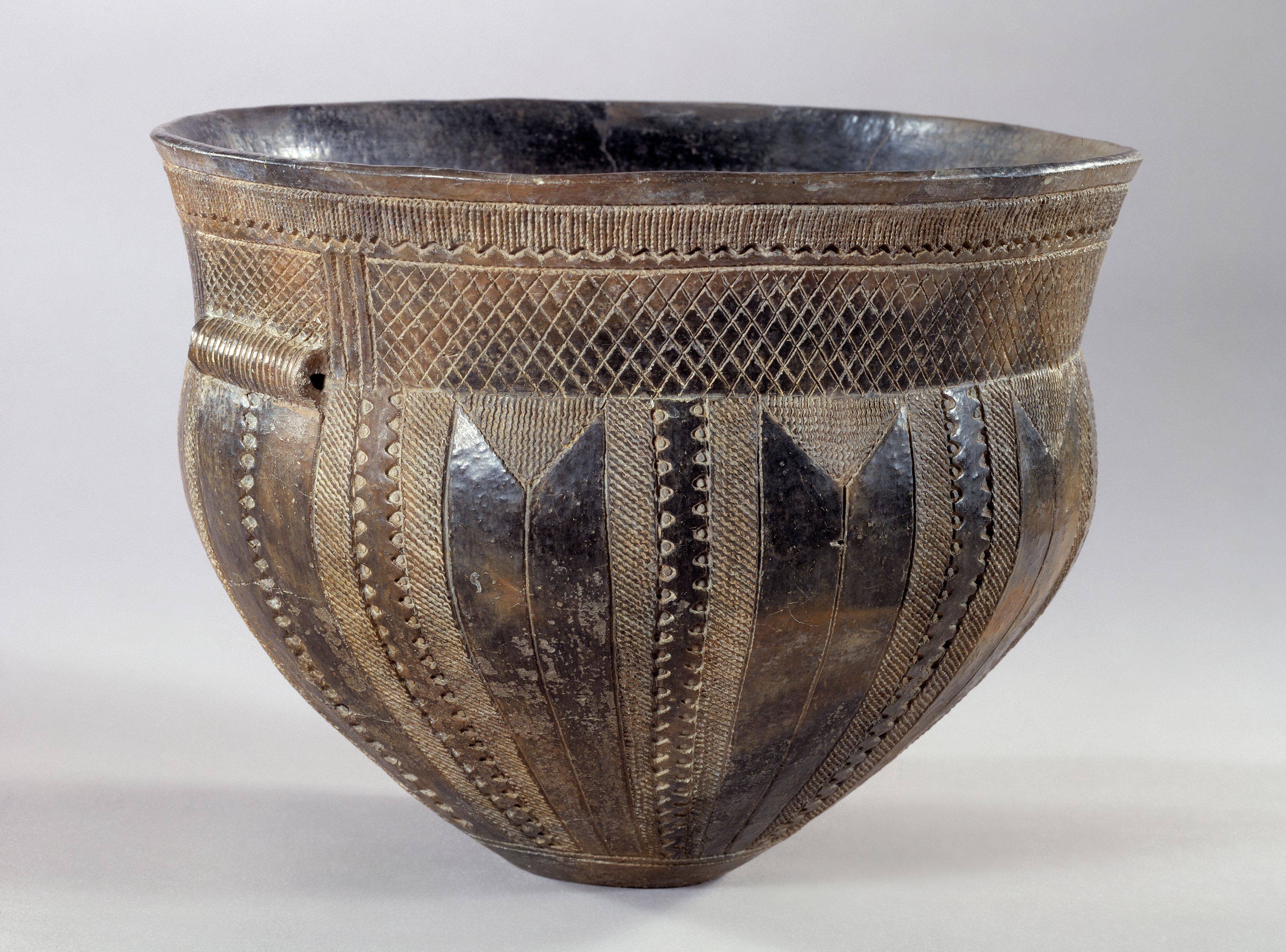
Die Gefäßform des Trichterbechers (hier ein Exemplar aus Skarp Salling, Dänemark) war namensgebend für die Kultur

Die Trichterbecherkultur oder Trichterrandbecherkultur (Abkürzung: TBK, TRB); (englisch Funnelbeaker culture oder Funnelneckbeaker culture, Abkürzung FBC) ist eine archäologische Kultur der Jungsteinzeit (etwa 4200–2800 v. Chr.). Im nördlichen Mitteleuropa, im mittleren Osteuropa, in Dänemark und Südskandinavien ist sie die erste vom Ackerbau geprägte Kultur des nordischen Frühneolithikums. Sie folgt im Norden der mesolithischen Ertebølle-Kultur (5100–4100 v. Chr.), im übrigen Verbreitungsgebiet den bereits bäuerlichen Kulturen der Bandkeramik und der Rössener Kultur.
Die Bezeichnung Trichterbecherkultur wurde 1910 von Gustaf Kossinna nach dem typischen Becher mit Trichterrand eingeführt. Einen ersten Gliederungsvorschlag der Trichterbecherkultur unterbreitete erstmals 1932 der polnische Archäologe Konrad Jażdżewski (1908–1985).

## Entstehung
Zeitlicher und räumlicher Ursprung der Trichterbecherkultur sind noch nicht befriedigend geklärt. Sehr frühe 14C-Daten (4400 v. Chr.) aus Sarnowo sind unzuverlässig, da die verwendeten Holzkohleproben einer Grube entnommen wurden, die unter dem zu datierenden Objekt (kammerloses Hünenbett) lag. Damit ergibt sich allenfalls ein terminus post quem, also eine früheste zeitliche Untergrenze. Verlässlichere Daten (von verkohlten Speisekrusten an Keramik) ergaben Ausgrabungen im ostholsteinischen Wangels, dessen trichterbecherzeitliche Besiedlung 4100 v. Chr. beginnt. Da hier zu jeder Probe auch die {\displaystyle \delta }13C-Werte gemessen wurden, kann eine Verunreinigung durch „altes Wasser“ (Reservoireffekt) bei mehreren Daten recht sicher ausgeschlossen werden. Inzwischen wird für die Herausbildung der Trichterbecherkultur vor allem die Rolle der frühen Kupferimporte betont. Diese waren im Norden bereits den späten Jägern und Sammlern der Ertebøllekultur zugänglich und könnten als Prestigegüter zu ideologisch-sozialen Veränderungen geführt haben, während sich die ökonomische Struktur nicht weiterentwickelte. Ein Zusammenhang des Auftretens von Kupferobjekten mit der Neolithisierung des Gebietes lässt sich sowohl im westlichen Ostseeraum als auch in Polen herstellen, kann aber nicht als ursächlich betrachtet werden.

## Chronologie

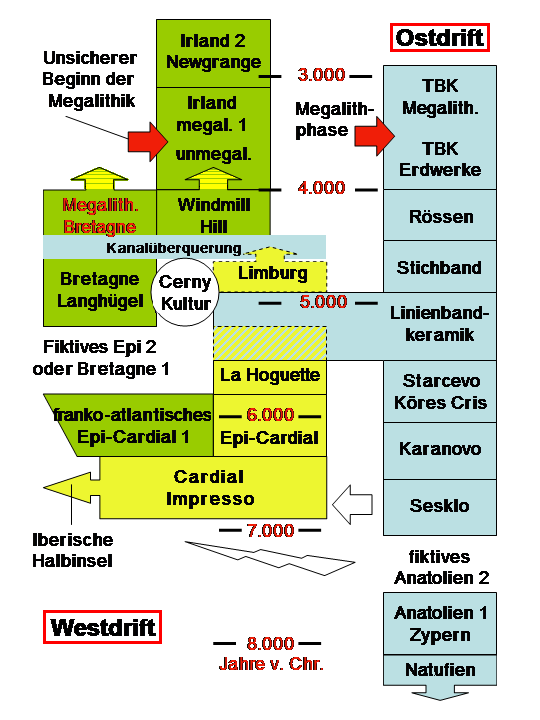
Verbreitungswege

Zur groben zeitlichen Einteilung werden im Allgemeinen die Begriffe Ältere und Jüngere Trichterbecherkultur benutzt. Die Trichterbecherkultur kann außerdem je nach Region in Zeitstufen unterteilt werden. Diese Stufen unterscheiden sich hinsichtlich ihrer materiellen Kultur und orientieren sich vorrangig an der jeweiligen Keramik und deren Verzierung.
Im schleswig-holsteinischen Verbreitungsgebiet der Trichterbecherkultur, für das relativ gesicherte C14-Daten vorliegen, ergibt sich z. B. folgende Einteilung:
- Ältere Trichterbecherkultur bzw. Nordisches Frühneolithikum (FN) mit den Kulturstufen
  - Wrangels-Phase (4200–3900 v. Chr.)
  - Siggeneben-Phase (3900–3700 v. Chr.)
  - Satrup-Stufe (3700–3500 v. Chr.)
  - Fuchsbergstufe (3500–3300 v. Chr.)

Satrup- und Fuchsbergstufe sind nach Andrew Sherratt mit einem Ideologiewandel zu verbinden, in dessen Folge die Megalithik erschien. Søren H. Andersen und Hermann Schwabedissen listeten bereits in den 1960er Jahren 30 Fundplätze mit Fuchsbergkeramik auf, die sich von Mittel-Jütland über die westlichen der dänischen Hauptinseln bis nach Nordelbien erstrecken.
- Jüngere Trichterbecherkultur bzw. Nordisches Mittelneolithikum A (MN A) mit den Kulturstufen MN A I bis V (3300–2800 v. Chr.) Megalithphase

In anderen Regionen der Trichterbecherkultur werden davon abweichende Chronologieschemata mit anderen Kulturstufen verwendet. Dies begründet sich mit zeitlichen und typologischen Differenzen.

## Verbreitung
Die Trichterbecherkultur fand ihre Maximalausdehnung von der Provinz Drenthe in den Niederlanden über die Norddeutsche Tiefebene und Südskandinavien bis etwa zum westlichen Dnepr-Ufer. Sie grenzte im Frühneolithikum im Süden an die Michelsberger Kultur, im Spät-Neolithikum an die Wartberg-Gruppe. Josef Kostrzewski unterschied folgende Untergruppen:
- Westgruppe von der Drenthe bis etwa zur Weser,
- Nordgruppe von Skandinavien bis zum mittleren Teil Norddeutschlands,
- Ostgruppe im Norden von Polen (hier eingelagert die Brześć-Kujawski-Kultur – zur Lengyel-Kultur),
- Südostgruppe von Südpolen bis etwa zum Dnjepr, u. a. mit der frühen Wagendarstellung von Bronocice (Südpolen) (ca. 3300–3600 v. Chr.)
- Südgruppe in Mitteldeutschland, Sachsen-Anhalt und Tschechien mit den Untergruppen:
  - Baalberger Kultur
  - Salzmünder Kultur
  - Walternienburger Kultur
  - Bernburger Kultur

## Materielle Kultur

### Keramisches Inventar
Die relativ kurzlebige (leicht zerstörbare) Keramik ist für Archäologen ein wichtiges Hilfsmittel (man spricht von Leitfunden), wenn sie die Zeitstellung eines Fundes oder Fundplatzes ermitteln sollen. Die u. U. durch die Thermolumineszenzdatierung datierbare Keramik kann in verschiedene Stilrichtungen von kürzerer oder längerer Dauer (z. B. die Tiefstichkeramik nach Hans-Jürgen Beier regional zwischen 3500 und 3000 v. Chr.) unterteilt werden. Dadurch können die Entwicklung der Keramik (in Material, Form und Dekor) und das Alter der verschiedenen Funde eingegrenzt werden.
- Die für alle Gruppen und Stufen der Kultur namengebenden Trichterbecher haben ein leicht bauchiges Unterteil und über der Gefäßschulter ein trichterartiges Oberteil.

Die Becher mit komplexen Mustern gehören zu den schönsten Keramikobjekten der Trichterbecherkultur. In Dänemark ragt der um 3200 v. Chr. entstandene Trichterbecher von Skarpsalling heraus.
- Amphoren haben einen bauchigen Gefäßkörper und meist zylindrischen oder leicht trichterförmigen Hals sowie zwei oder vier Ösenhenkel am Halsansatz oder auf dem Gefäßbauch.
- Typisch, wenn auch seltener, sind Kragenflaschen, kleine Gefäße mit kugeligem oder birnenförmigem Körper. Das Oberteil ist wie ein Flaschenhals ausgebildet und weist eine kragenförmige Ausstülpung auf.
- Scheiben aus Ton dienten vielleicht als Backteller zur Zubereitung von Fladenbrot.
- Besonders große Gefäße wurden als Vorratsspeicher im Siedlungsgelände eingegraben.[10]

### Beile und Werkzeuge
- Spitznackiges Beil
- Dünnnackiges Beil
- Dicknackiges Beil

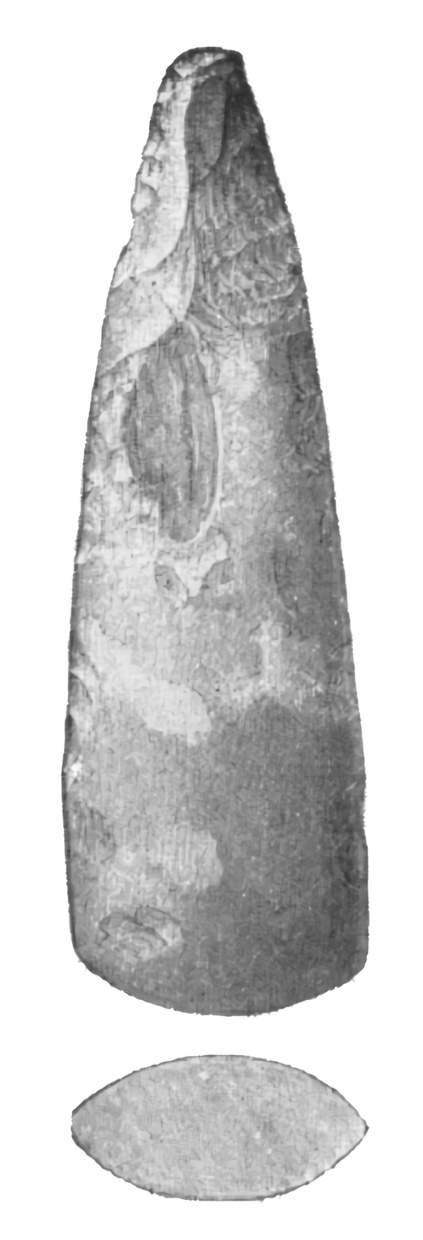
Spitznackiges Beil
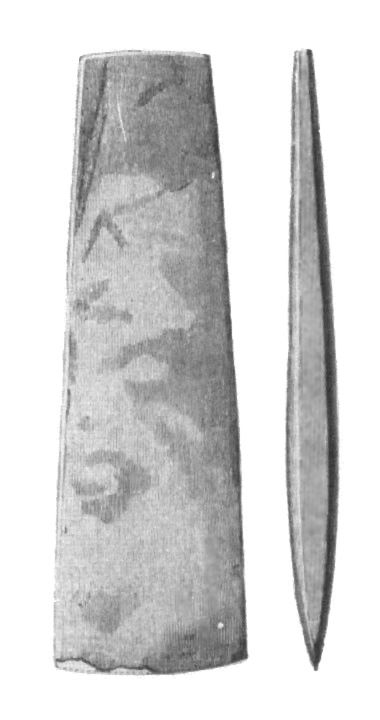
Dünnnackiges Beil
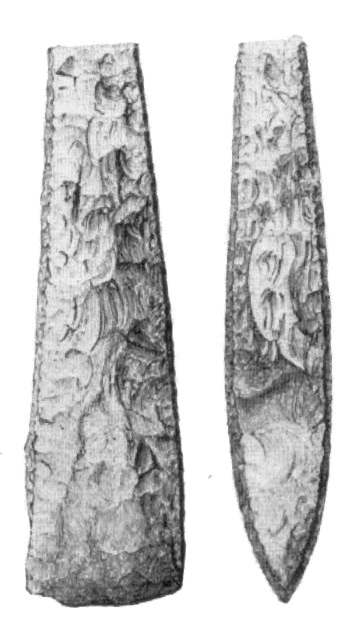
Dicknackiges Beil

Charakteristisch sind, in der Regel überschliffene, Felsgestein- und Feuersteinbeile, die als Statussymbole oder zur Holzbearbeitung verwendet wurden. Die Form ändert sich im Laufe der Trichterbecherkultur von spitznackigen über dünnnackige hin zu dicknackigen Beilen. Die beiden letzteren wurden in Typen durchnummeriert.
- Dünnnackige Beile erscheinen im Frühneolithikum C und sind in den mittelneolithischen Stufen Ia und Ib (a Troldebjerg, b Klintebakken) mit dem Typ I vertreten. Der Typ II ist für die mittelneolithische Stufe II (Blandebjerg) typisch.
- Dicknackige Beile vom Typ III erscheinen in der mittelneolithischen Stufe III (Bundsø). Der Typ IV in der Stufe IV (Lindø); der Typ 5 in der Stufe 5 (Store Valby).

Daneben gibt es die üblichen steinzeitlichen Werkzeuge aus Feuerstein, etwa Schaber und Pfeilspitzen.

### Streitäxte

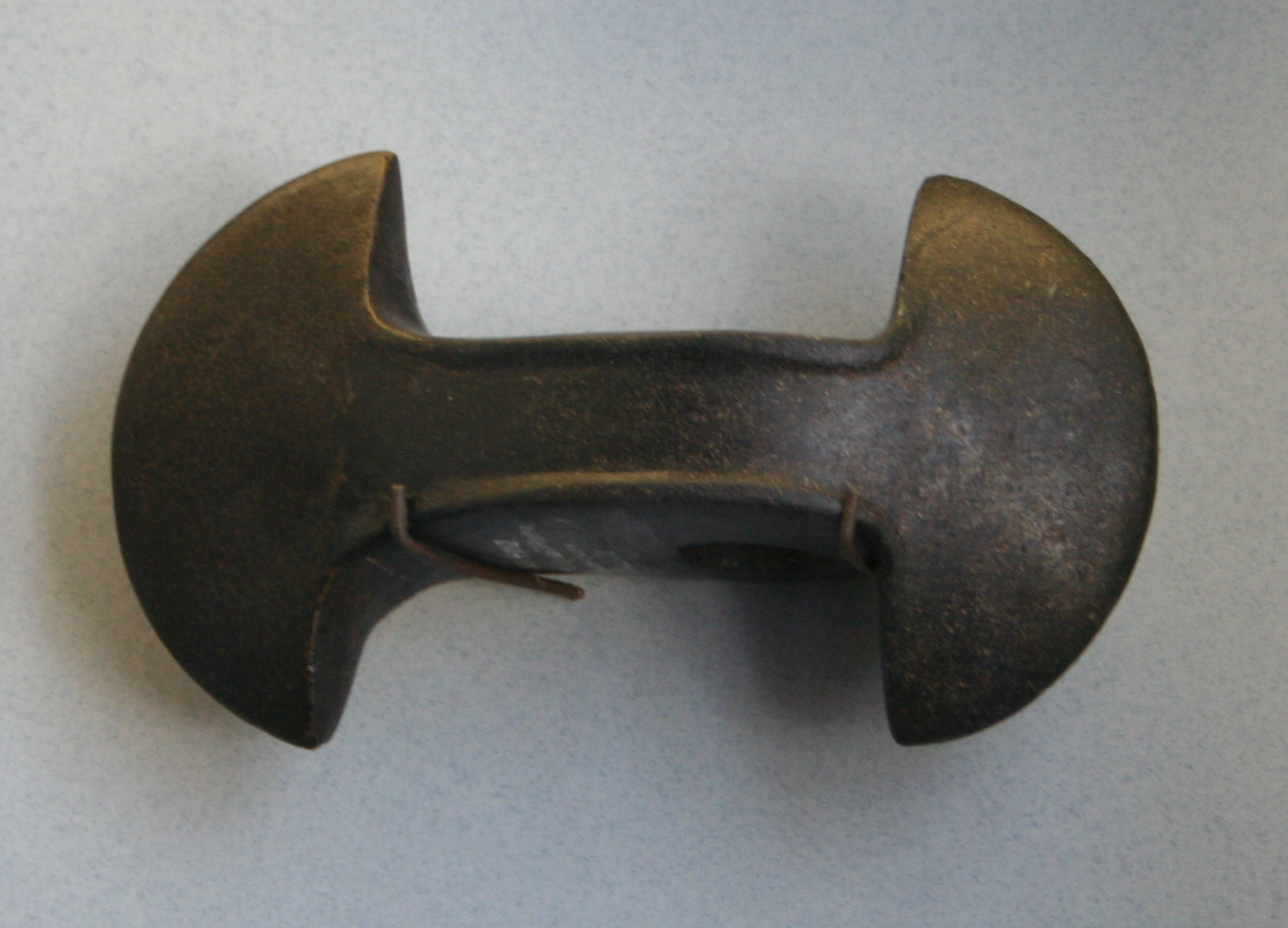
Eine typische Doppelaxt der späten Trichterbecherkultur (ca. 3300–2800 v. Chr.).

Die Streitäxte aus Felsgestein bilden überregionale Formen, besitzen aber lokalspezifischer Prägungen. Die frühen Streitäxte sind Flache Hammeräxte (ab etwa 3900 v. Chr.), die Hammeräxten aus Südosteuropa des fünften Jahrtausends ähnlich sind. Hierauf folgen Knaufhammeräxte, die selten auch aus Kupfer hergestellt wurden. Knaufhammeräxte sind besonders häufig in Ostdänemark und Südschweden, aber auch in den Ostalpen (Österreich) zu finden. Flache Hammer- und Knaufhammeräxte sind bis ca. 3500/3300 v. Chr. belegt. Spätere Knaufhammeräxte (3300 – 2700 v. Chr.) existieren jedoch in den Niederlanden – in Stein und Kupfer (s. Lüstringen). Ab etwa 3300 v. Chr. wurden Rundnacken- und Doppeläxte verwendet. Letztere, vor allem die geschwungenen Formen, bilden die charakteristischen Trichterbecheräxte und erinnern in ihrer Form an Labrys. Die späten Doppeläxte, vor allem Nordostdeutschlands, bilden einen Kamm am Nacken aus und sind vermutlich mit der Kugelamphorenkultur zu assoziieren. Neben den nordischen geschwungenen Doppeläxten sind lanzettförmige Doppeläxte in Mittel- und Süddeutschland, Österreich und der Schweiz belegt. Weiterhin sind Doppeläxte (bipennes) in West- und Zentralfrankreich vorhanden. Die späten Nackenkammäxte sowie die späten lanzettförmigen Doppeläxte (v. a. der Schweiz und Südwestdeutschland) teilen, dass ihr Schaftloch nicht rund, sondern oval ist.

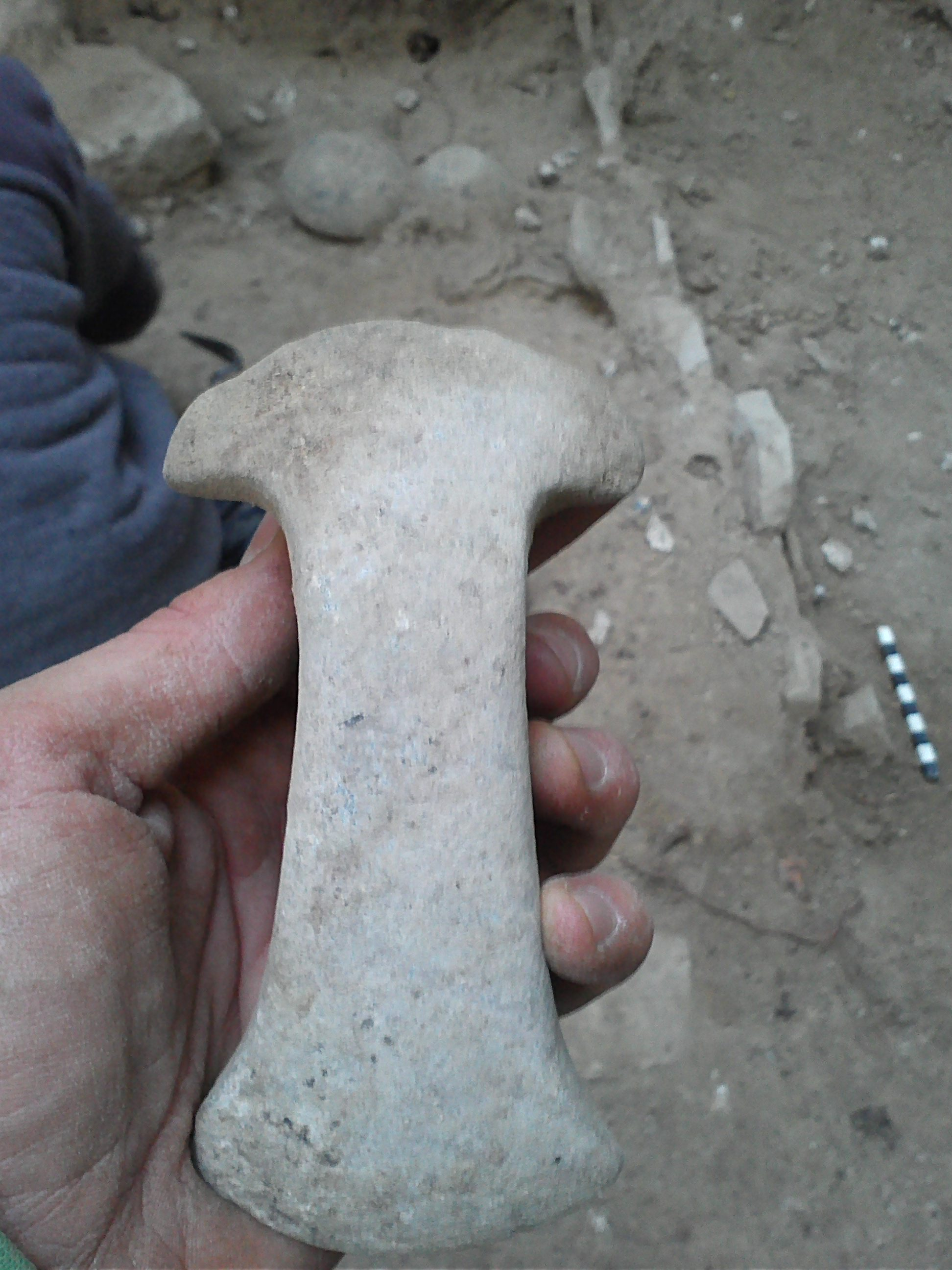
Während der Ausgrabung in Wangels wurde eine Doppelaxt gefunden

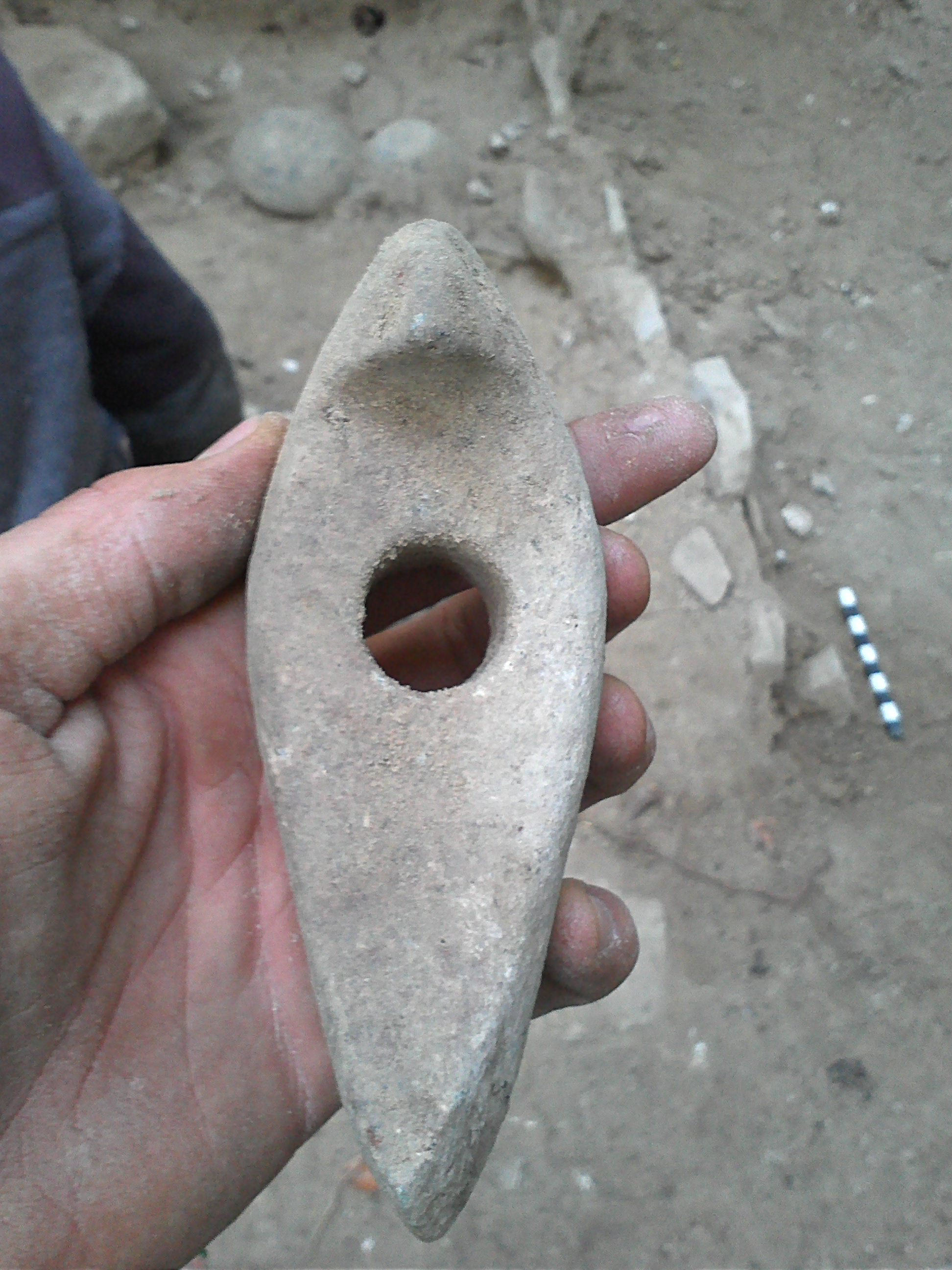

Die frühen Streitaxtformen sind selten als Grabbeigabe verwendet worden. Dies ändert sich im Laufe der Zeit. Mit den Rundnacken- und Doppeläxten steigt die Anzahl deutlich an. Die meisten Exemplare stammen aus Megalithgräbern Norddeutschlands und Dänemarks. Ein Beispiel ist das Großsteingrab Wangels in Ostholstein, wo eine Doppelaxt vom Typ DII gefunden wurde.
Auf der Gemarkung Wommelshausen, Gemeinde Bad Endbach, Landkreis Marburg-Biedenkopf wurde eine im Schaftloch alt zerbrochene steinerne halbe Doppelaxt aus Diorit, eine Amazonenaxt bei Ausschachtungsarbeiten 1973 gefunden. Diese Doppelaxt aus dem frühen dritten Jahrtausend v. Chr. (Jungneolithikum, Megalithgräber, Hünengräber) ist der südlichste Fund einer mit Rillen verzierten Steinaxt und das einzige Exemplar in Hessen. Etwas nördlich hiervon, in nordrheinwestfälischen Schmerlecke, wurde eine ebenfalls rillenverzierte, am Schaftloch zerbrochene Doppelaxt in einem Galeriegrab gefunden. Im Gegensatz zu den Befunden Norddeutschland und Dänemarks sind solche Doppeläxte und Streitäxte im Allgemeinen nur selten in Galeriegräbern zu finden und immer als Fragmente.
Nahezu ähnliche, aber unzerbrochene doppelschneidige Äxte – wohl auch Statussymbole – fand man als Beigabe in einem Einzelgrab in Wertle/Emmeln im Landkreis Emsland und zwei weitere bei Buxtehude im Landkreis Stade und bei Lembruch im Landkreis Diepholz.

### Das Rad

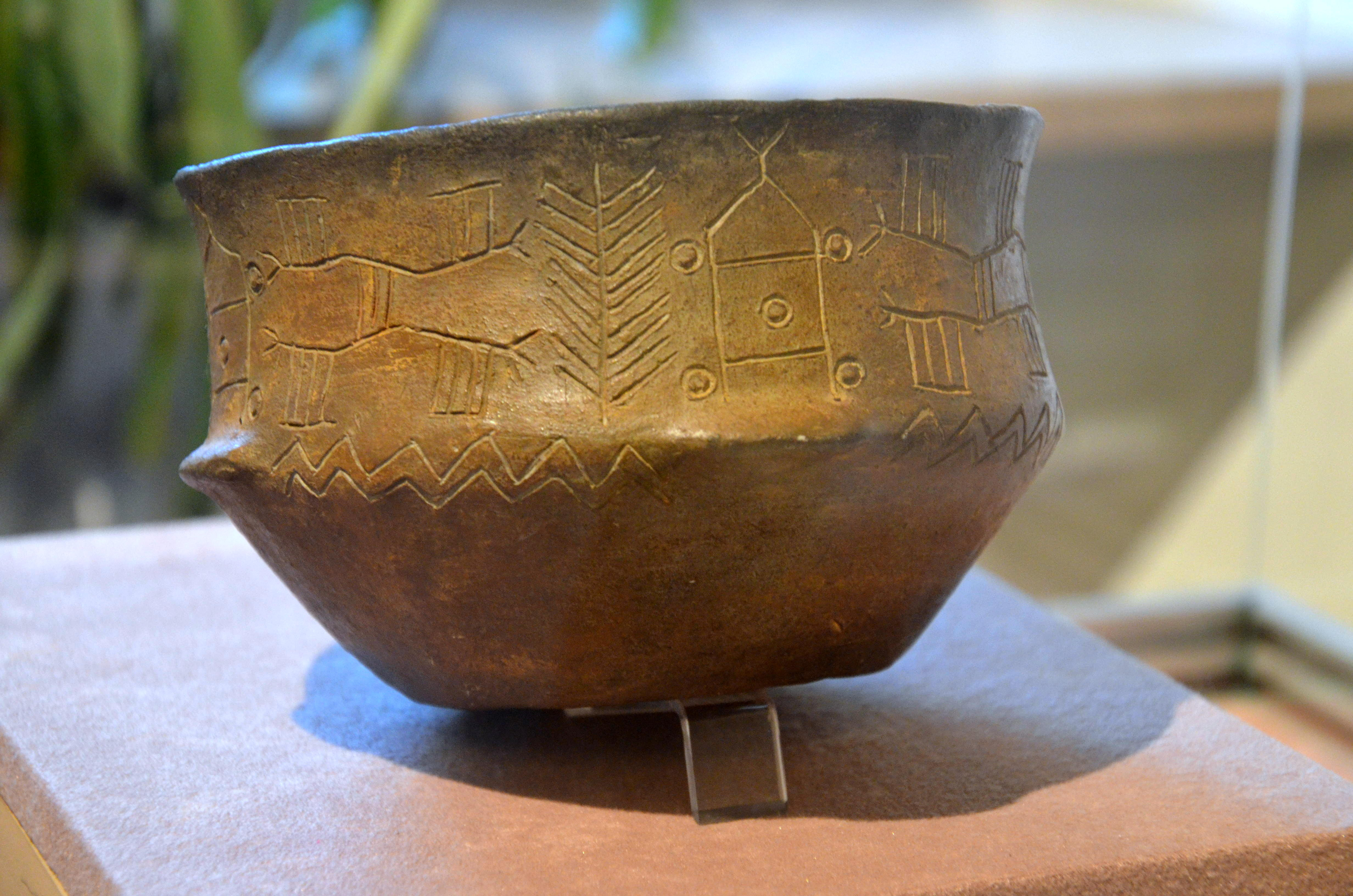
Trichterschale von Bronocice in Polen (ca. 3500–3350 v. Chr.), Archäologisches Museum in Krakau. Rechts: Älteste bekannte Abbildung eines Wagens

Innerhalb Mitteleuropas stammen die ältesten Wagennachweise aus der Trichterbecherkultur. Bei einem Megalithgrab in Flintbek, Schleswig-Holstein, wurden die ältesten Wagenspuren entdeckt. Die Einritzung auf einer Keramikterrine von Bronocice am Nordrand der Beskiden (nördl. Karpatenring) wird indirekt auf 3636–3373 v. Chr. datiert und ist damit der älteste Hinweis auf die Kenntnis bespannter Wagen in Mitteleuropa. Interessant hierbei ist, dass Bronocice auch Fundplatz der frühen und mittleren Baden-Boleraz-Kultur ist. Die Badener Kultur folgt hier ab 3200 bis etwa 2800 v. Chr. der Trichterbecherkultur und mischt sich nachfolgend mit der Schnurkeramik. Bronocice liegt also auf einer bronzezeitlichen Handelsroute.
Weitere Hinweise sind in den Artikeln Rad, Karren und Wagen beschrieben.

### Kupfer

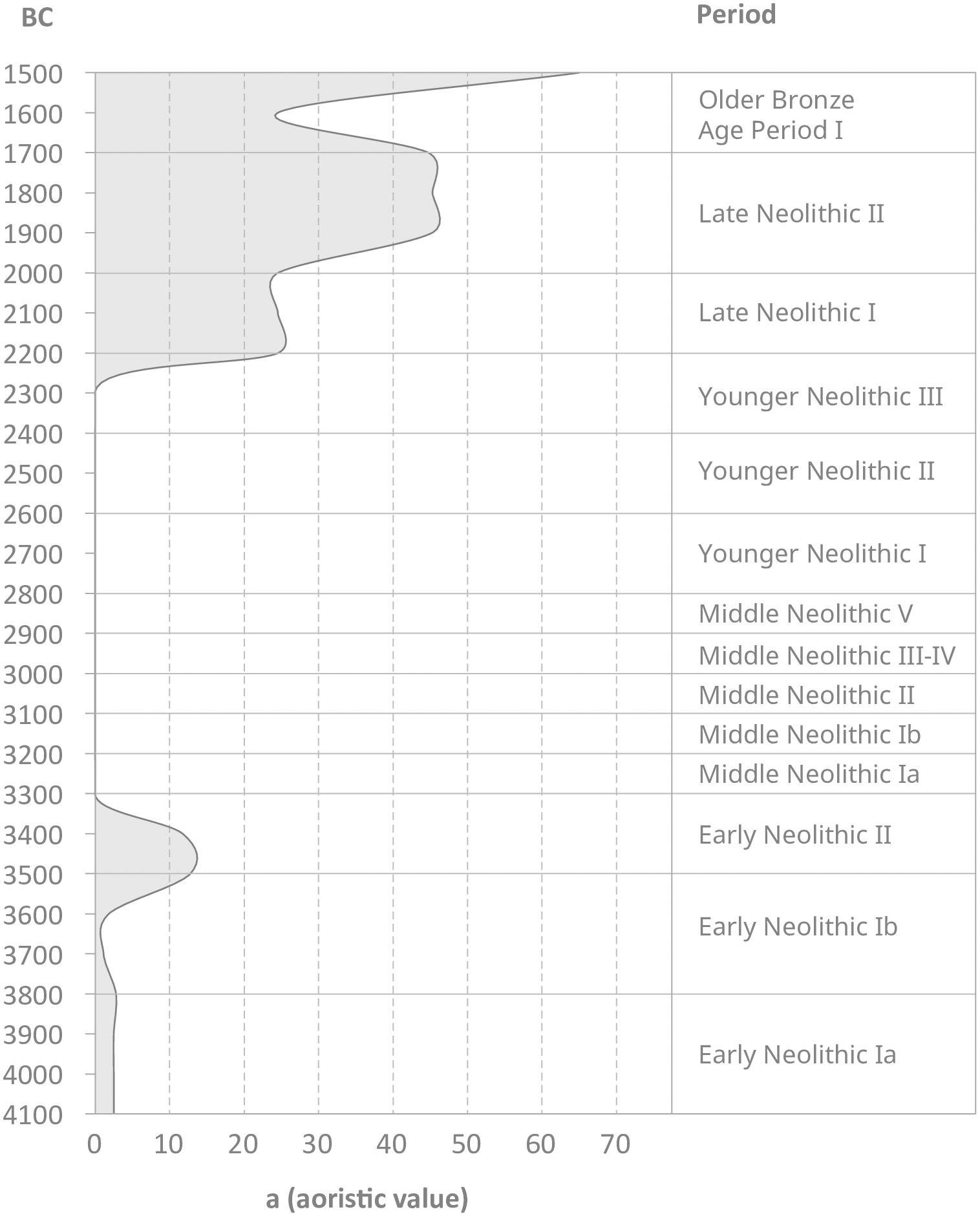
Anzahl von Metallobjekten in Norddeutschland während des Neolithikums und der Frühbronzezeit

Bei den Kupferfunden handelt es sich um importierte Prestigeobjekte (vor allem Flachbeile), wobei eine lokale Wiedereinschmelzung bereits zwischen 3800 und 3500 v. Chr. belegt ist. Das frühe Kupfer stammte vor allem aus Minen in Serbien und Bulgarien. Einen ersten 'Boom' an Kupferartefakten gab es zwischen 3500 und 3300 v. Chr. Danach sind keine Nachweise mehr für Kupfer vorhanden bis auf wenige Ausnahmen aus Dänemark und Schweden. Erst ab 2300/2200 v. Chr. wird Kupfer wieder in nachweisbarer Menge eingeführt bzw. auf eine Weise deponiert, dass es archäologisch nachweisbar ist. Somit wurde Kupfer nach einem ersten 'Boom' wieder vergessen, bevor es an der Wende zur Bronzezeit kam, um zu bleiben.

## Siedlungen

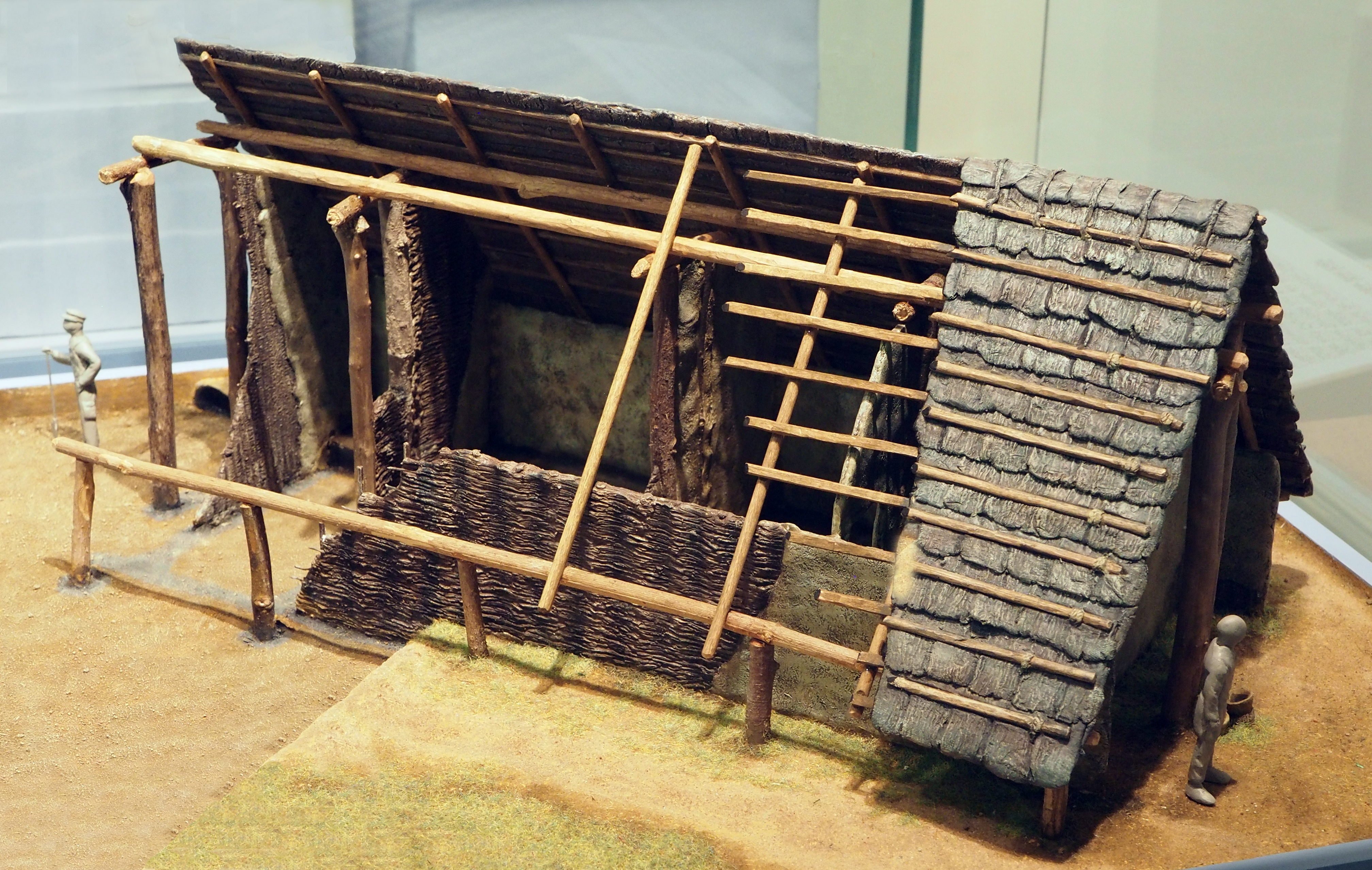
Modell eines Hauses der Trichterbecherkultur, nach Ausgrabungsergebnissen von Flögeln, Landkreis Cuxhaven. Der Grundriss betrug etwa 13 × 5 Meter. Das Haus hatte vermutlich mehrere Räume

Gefundene Pfostenlöcher deuten auf eine Fortsetzung der linienbandkeramischen Langhaus-Tradition hin. Andere Hausgrundrisse stammen von kleinen, ovalen Gebäuden mit einer zentralen Pfostenreihe. Es finden sich auch Langhaus-Strukturen in Verbindung mit Gräbern, sodass Langhäuser sogar ausschließlich als Grabbauten in Ergänzung zu Großgräbern gedeutet wurden. Der rechteckige Hausgrundriss von Flögeln (Kreis Cuxhaven) wurde inzwischen mehrfach nachgebaut.
In Dänemark wurden die Køkkenmøddinger (Muschelhaufen) der mesolithischen Ertebølle-Kultur weitergenutzt.

## Monumentalbauten

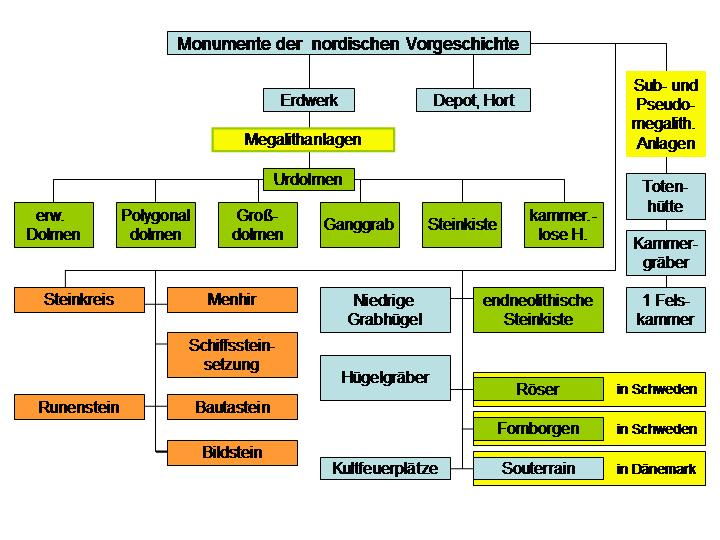
Monumentalbauten zwischen 3500 v. Chr. und 800 n. Chr.

### Erd- und Pfostenwerke
Erdwerke, Vasagårds-anlæg und Anlagen vom Niedźwiedź-Typ wurden in der Trichterbecherkultur während zweier Phasen errichtet. Die Anlagen der ersten Phase gehören in die Stufen FN II und MNA I, also etwa zwischen 3800 und 3500 v. Chr. Als charakteristisch gelten deren parallele Grabenreihen, die nicht immer gleichzeitig und durchgängig waren, und meist aus einer Aneinanderreihung von länglich-ovalen Gruben bestanden. Palisaden sind nur für einige der Anlagen belegt, jedoch ist aufgrund von Erosionserscheinungen mit diesbezüglichen Verlusten zu rechnen. Heute sind für die Trichterbecherkultur etwa 40 Erdwerke bekannt, die jedoch meist nur durch kleinräumige Notgrabungen untersucht wurden. Zu den am besten erforschten zählen das Erdwerk von Büdelsdorf in Schleswig-Holstein und Erdwerke von Sarup auf Fünen in Dänemark.
Zum Ende der Trichterbecherkultur und im Übergang zur Streitaxtkultur (MNA V – MNB I, um 2800 v. Chr.) wurden in einer zweiten Phase auf Seeland, Bornholm und Schonen erneut Einhegungen errichtet, die jedoch nur aus einer oder mehreren Palisadenreihen bestanden. Gräben wurden nicht ausgehoben. Bei der Anlage von Vasagård auf Bornholm lässt sich dabei eine Ortskontinuität fassen – hier war schon in der ersten Phase ein Erdwerk angelegt worden. Die einzige nahezu vollständig ausgegrabene Palisadeneinhegung der Trichterbecherkultur liegt in Hyllie bei Malmö (Südschweden).
Die Deutung dieser Einhegungen ist für keine der beiden Phasen geklärt. In der skandinavischen Forschung geht man derzeit von einer Funktion als Kult- oder Versammlungsplatz aus. Eine Nutzung als Befestigungsanlage, wie früher oft vermutet wurde, ist aufgrund der fehlenden Innenbebauung und der stark segmentierten Gräben nahezu ausgeschlossen. Auffällig sind die wiederholt gefundenen Deponierungen ganzer Gefäße oder durch Feuer zerstörter Flintbeile.

### Megalithanlagen
Ab 3800 v. Chr. wurden große Erdhügel als Vorläufer der Megalithanlagen gebaut. Zwischen 3500 und 2800 v. Chr. wurden etwa 10.000 Megalithanlagen als Steinkammern fast generell aus Findlingsblöcken, zumeist mit Überhügelungen und Einfassungen errichtet. In Deutschland sind von einst vielleicht 5000 zum Teil recht eindrucksvollen Megalithanlagen nur noch etwa 900 (davon 443 in Mecklenburg-Vorpommern, 121 in Schleswig-Holstein und 26 in Brandenburg) erhalten. Konzentrationen finden sich auf Rügen und im Eversdorfer Forst (in Mecklenburg-Vorpommern), im Haldenslebener Forst in Sachsen-Anhalt, in der Wildeshauser Geest (Kleinenknetener Steine, Heidenopfertisch), sowie in der Lüneburger Heide in Niedersachsen (Sieben Steinhäuser, Oldendorfer Totenstatt). Als südwestlichstes erhaltenes Steinkammergrab, das der Trichterbecherkultur zuzuordnen ist, gelten die Düwelsteene bei Heiden im Kreis Borken. Die Megalithanlagen in Polen, den Niederlanden und in Skandinavien (Dänemark, Norwegen, Schweden) sind in der Regel ebenfalls der Trichterbecherkultur zuzuordnen.
Neben der Bestattung in Megalithgräbern finden sich sowohl Hockerbestattungen im Boden als auch Brandbestattungen. Als Beigaben treten häufig die namensgebenden Becher auf.

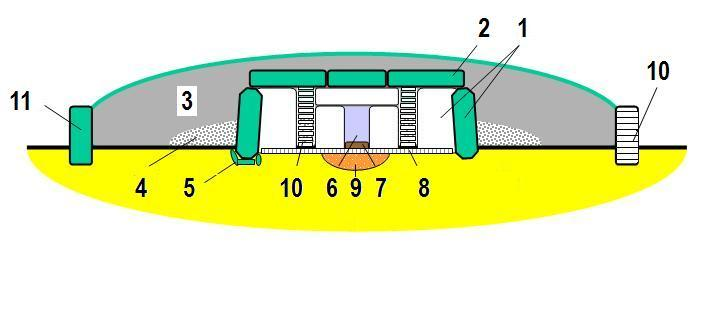
Ganggrab (Querschnitt) 1=Trag-, 2= Deckstein, 3=Erdhügel, 4=Dichtung, 5=Verkeilsteine, 6=Zugang, 7= Schwellenstein. 8=Bodenplatten, 9=Unterbodendepot, 10=Zwischenmauerwerk 11=Randsteine
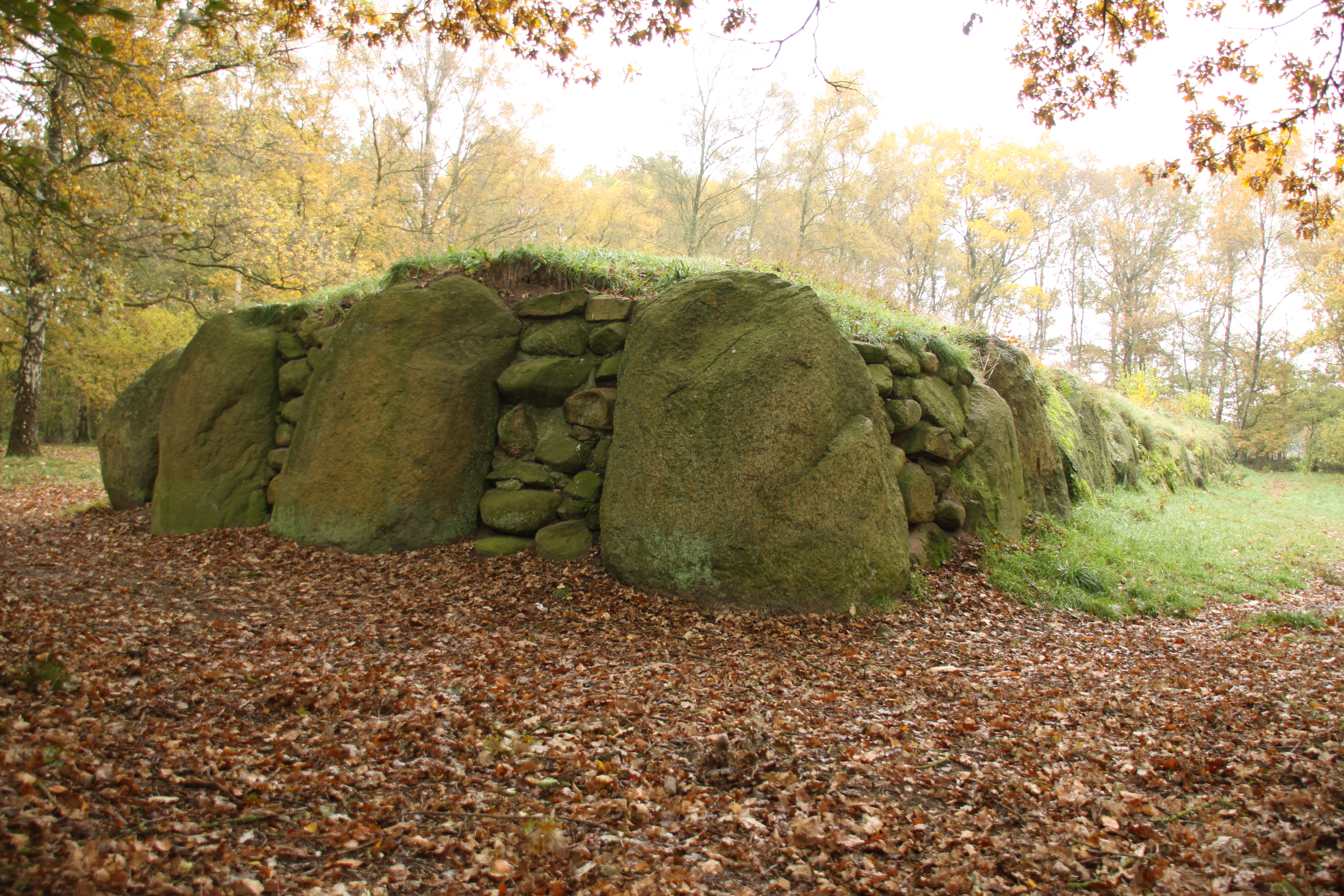
Rekonstruiertes Großsteingrab in Kleinenkneten
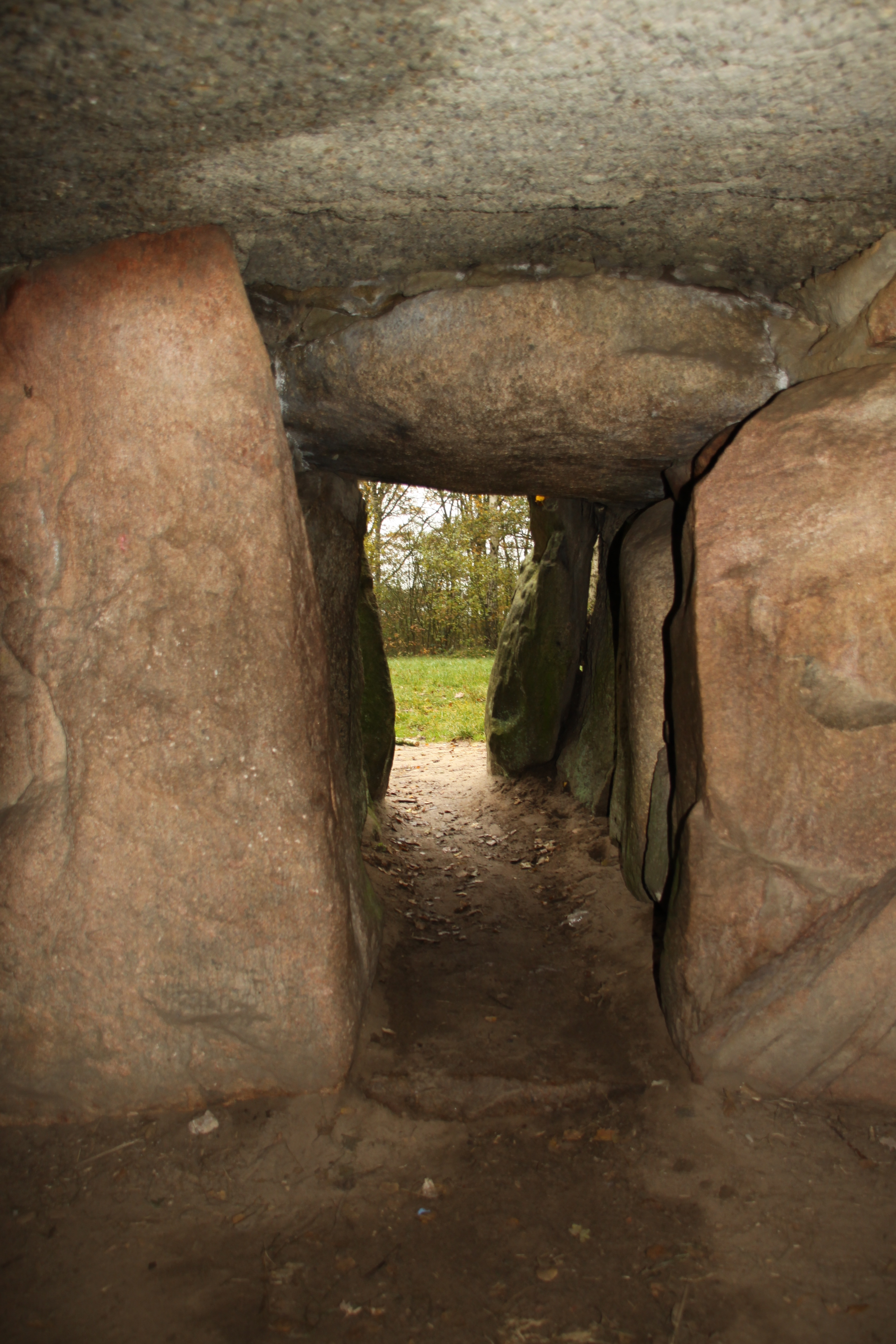
Großsteingrab Kleinenkneten
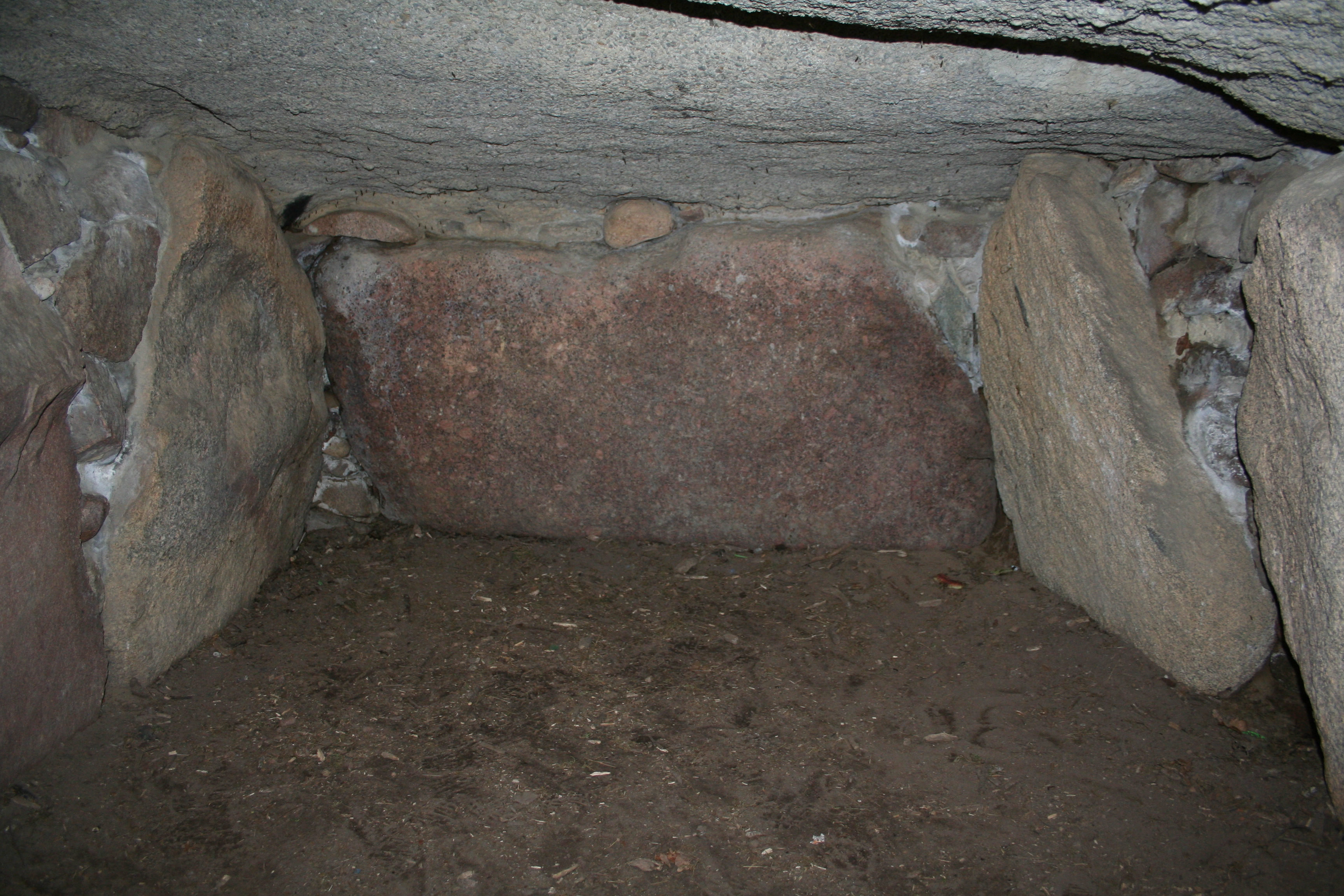
Kleinenkneten Innenraum
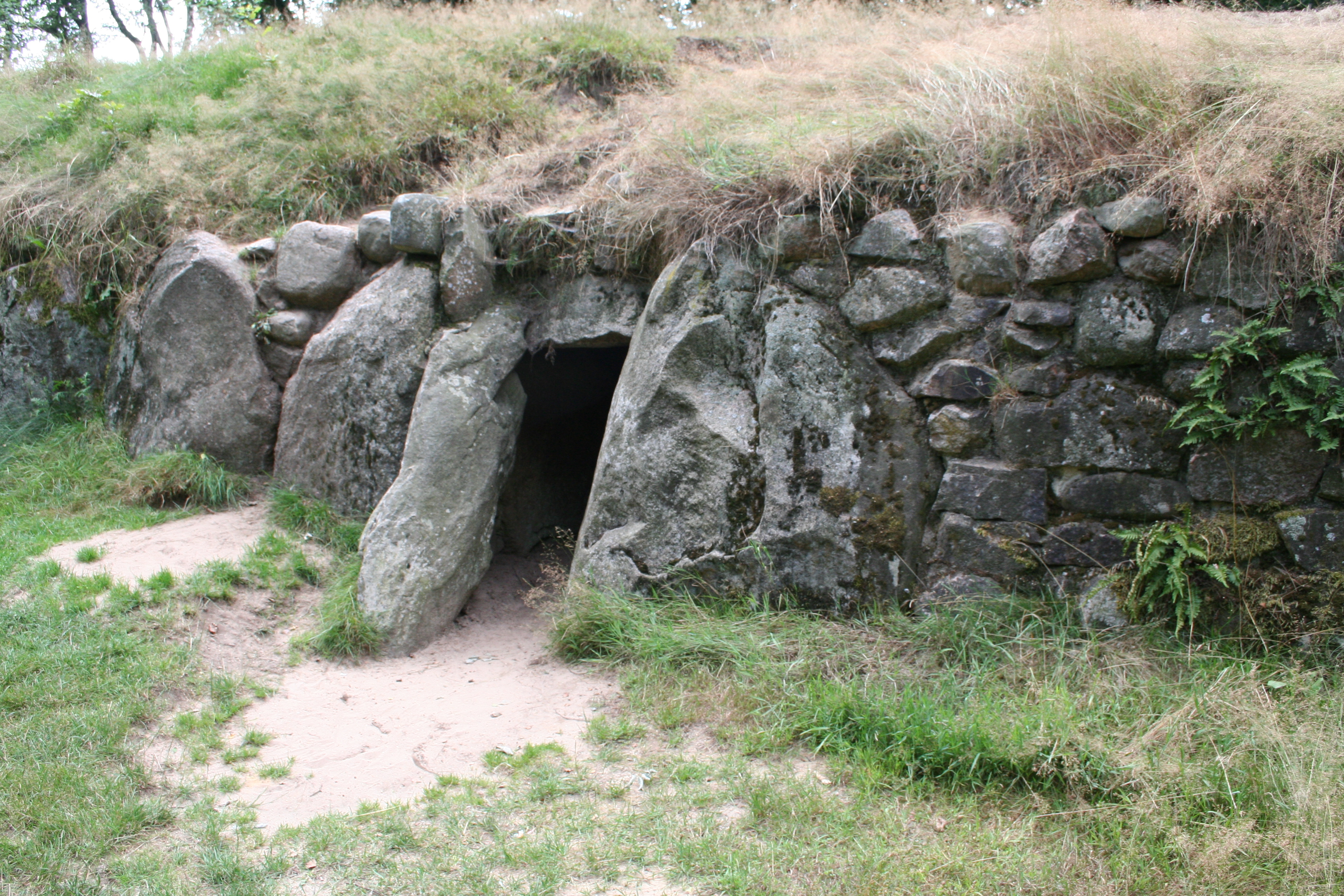
Eingang in die Megalithanlage
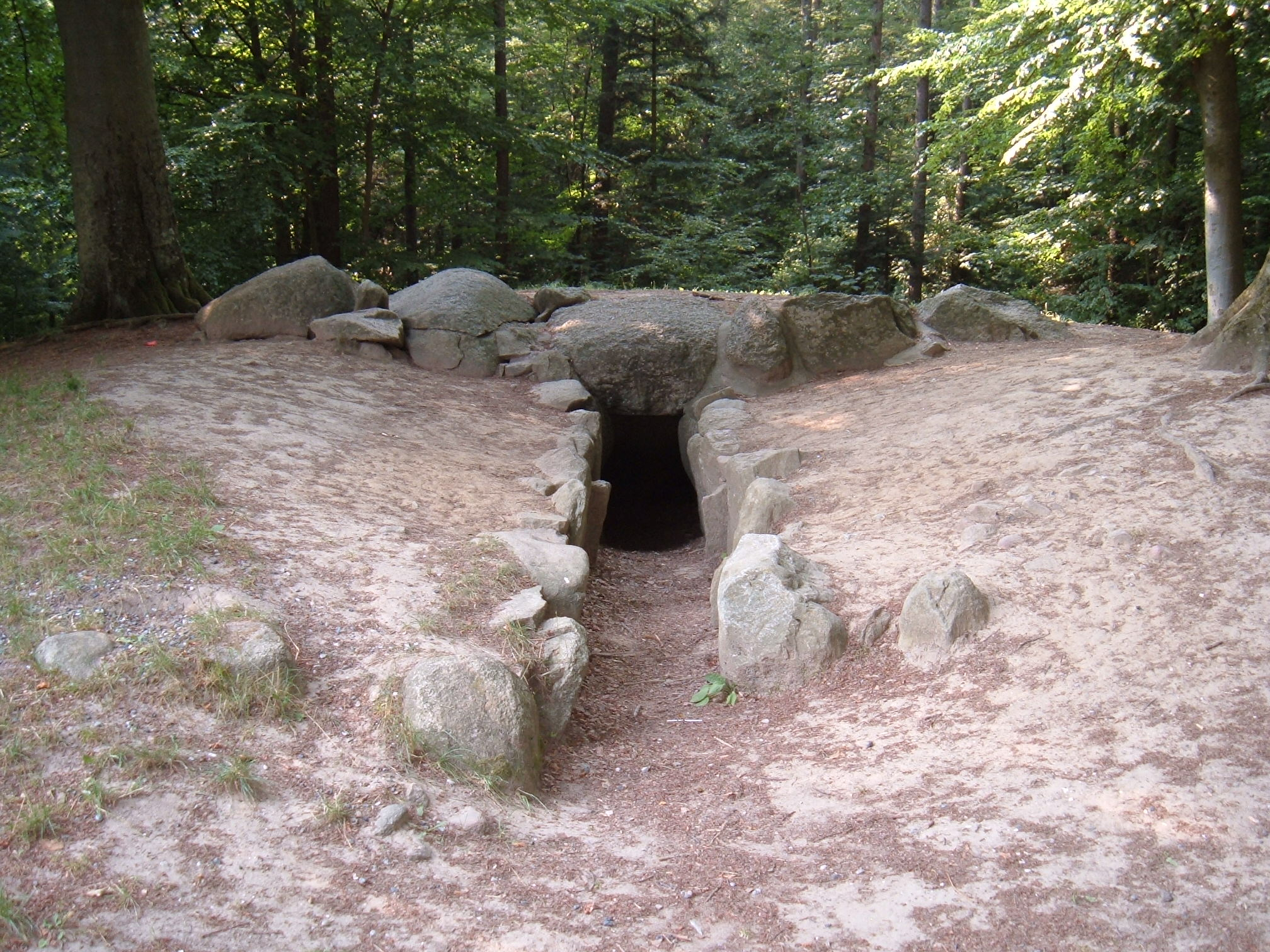
Gangsgrab Hulehøj auf Bogø Dänemark 2006.

## Wirtschaftsweise
Die Menschen des nördlichen Mitteleuropas und Skandinaviens hatten fast 2000 Jahre länger an einer mesolithischen Jägerkultur festgehalten als die südlich von ihnen lebenden Bandkeramiker.
Mit der Trichterbecherkultur trat hier dann erstmals eine sesshafte, von Landwirtschaft geprägte Lebensweise auf. Mit dem Ackerbau mit Viehhaltung (Rinder statt Schafe und Ziegen) trat die Jagd erheblich zurück, wobei es jedoch regionale Unterschiede gab. So ist z. B. an der Ostsee (besonders in Dänemark) die Fischerei und das Sammeln von Mollusken ebenso wie die Jagd auf Robben und Wale nachgewiesen. Auch aus Ostpolen sind Siedlungen bekannt, die über 60 % Wildtierknochen aufweisen.
Die Erforschung der Verwendung von Pflanzen in der Trichterbecherkultur basiert auf wenigen Fundplätzen mit feuchter Erhaltung, was die Ergebnisse womöglich verzerrt. Außerdem werden nicht immer Proben genommen, was weitere Unsicherheit bringt. Der Stand der Forschung lautet, dass die Nutzpflanzen vor allem Hordeum vulgare var. nudum (Nacktgerste) und Triticum turgidum ssp. dicoccum (T. dicoccum, Emmer) waren. Daneben wurden T. monococcum ssp. monococcum (T. monococcum, Einkorn) und T. aestivum ssp. aestivum und/oder T. turgidum ssp. durum/turgidum (T. aestivum/T. turgidum, frei dreschender Weizen) regelmäßig, aber in geringeren Mengen verwendet. T. durum/turgidum (Hart-/Rillenweizen) wurde vereinzelt (Frydenlund und Albersdorf-Dieksknöll) eindeutig nachgewiesen.
Die Ölpflanzen Linum usitatissimum (Leinsamen) und Papaver somniferum ssp. setigerum (Schlafmohn) kommen nur sehr spärlich und meist erst ab dem Mittelneolithikum (ab 3300 v. Chr.) vor. Leinsamen und Schlafmohn sind jedoch wahrscheinlich aufgrund von Ablagerungs- und/oder taphonomischen Faktoren auf den Fundstellen unterrepräsentiert. Im Gegensatz zu stärkehaltigen Samen verbrennen diese ölhaltigen Reste bei Kontakt mit Feuer leicht. Als verkohlte Reste erhaltene Wildfrüchte sind beispielsweise Corylus avellana (Haselnuss), Malus sylvestris (Holzapfel), Crataegus monogyna (Gemeiner Weißdorn) (z. B. im Ganggrab Wangels), Rubus fruticosus (Brombeere), R. idaeus (Himbeere) und Viscum album (Mistel, von einer Feuerstelle), während die Verwendung von Prunus spinosa (Schlehe) durch einen einzigen Abdruck belegt ist.
Trotz allgemein ähnlicher Tendenzen in der Pflanzenökonomie im Kontext der Trichterbecherkultur, gibt es fundstellenspezifische Unterschiede bei der Herstellung, wie eine Studie von Forschenden der Uni Kiel (Sonderforschungsbereich 1266) am Beispiel von zwei gut untersuchten Fundorten zeigt. In Frydenlund, Fünen, Dänemark, wurden die Mahlsteine nur zum Mahlen von Wildpflanzen verwendet. In Oldenburg, Ostholstein, wurde Getreide mit den Mahlsteinen verarbeitet. In Frydenlund deutet das Fehlen von Getreidmahlen in Kombination mit einer Fülle von verkohltem Getreide aus Bodenproben darauf hin, dass das Getreide wahrscheinlich zu einem breiähnlichen Gericht verarbeitet wurde. In Oldenburg hingegen wurde neben Brei auch Brot (möglicherweise Fladenbrot) hergestellt.

## Sozialstruktur
Neolithische Monumente sind Ausdruck der Kultur und Ideologie neolithischer Gesellschaften. Ihre Entstehung und Funktion gelten als Kennzeichen der sozialen Entwicklung.
Einige Autoren vermuten eine gesellschaftliche Hierarchie, an deren Spitze Häuptlinge und Priester standen. Festgemacht wird dies vor allem an den arbeitsaufwendigen Monumentalbauten, für deren Errichtung eine hierarchische Gesellschaftsstruktur vorausgesetzt wird. Zumindest für das nördliche Verbreitungsgebiet der Trichterbecherkultur lässt sich dagegen eine segmentäre Gesellschaft glaubhaft machen. Hier waren die Erdwerke und Megalithbauten wohl Zeichen einer ausgeprägten Ritualisierung intergruppaler Beziehungen, deren Zweck in der Konfliktbeilegung bzw. -vermeidung vermutet wird.

## Sonstiges

### Klima
Die Trichterbecherkultur entwickelte sich im späten Atlantikum bis ins sogenannte Subboreal mit weiterhin höheren Durchschnittstemperaturen als heute.

## Genetische Untersuchungen
Die mitochondrialen Haplogruppen H1 und H3 waren wohl die verbreitetsten maternalen Haplogruppen in den Trichterbecherkulturen, welche den gesamten Zeitraum der Jungsteinzeit und der Kupfersteinzeit umfassen, also von 5000 v. Chr. bis ca. 2200 bis 1800 v. Chr. Die Trichterbecherleute gehörten weitgehend den Y-Haplogruppen I2, G2a und E1b1b an, die in der Kupferzeit durch J2 ergänzt wurden.